# 門田照子
門田 照子（かどた てるこ、1935年4月9日 - 2022年1月1日）は、日本の詩人。福岡市出身。

## 人物・来歴
福岡市出身。1954年福岡県立修猷館高等学校卒業、1997年、詩集『抱擁』で福岡県詩人賞、2004年『桜桃と夕日』で現代詩・平和賞、2015年『ロスタイム』で福岡市文学賞を受賞。2018年、福岡県詩人会 第三十三回先達詩人顕彰を受ける。
詩誌「東京四季」「花筏」同人。福岡県詩人会、日本詩人クラブ、日本現代詩人会、日本文藝家協会、福岡県文化連盟各会員、日本現代詩歌文学館評議員。
2022年1月1日、福岡市内の病院で死去。

## 著書
- 『巡礼 門田照子詩集』門田照子、梓書院、1979年11月[8] - 1979年 第十回福岡市文学賞奨励賞受賞。2001年 朗読CD化
  - 『巡礼 門田照子詩集 縮刷版』門田照子、1981年9月
- 『アレルギー前線 詩集』（野火叢書 179) 出版社：花神社、1989年5月、ISBN 4-76021011-3
- 『満酌 門田照子詩集』本多企画、1992年10月、JP番号：93016602
- 『過去からの返信 門田照子詩集』本多企画、1995年4月、JP番号：96036499
- 『抱擁 詩集』書肆青樹社、1996年11月、JP番号：97058433 - 第三十三回福岡県詩人賞受賞。
- 『桜桃と夕日 詩集』書肆青樹社、2004年11月、ISBN 4-88374141-9 - 第五回現代詩・平和賞受賞。
- 『終わりのない夏 詩集』土曜美術社出版販売、2007年10月、ISBN 978-4-8120-1635-0
- 『門田照子詩集』 (新・日本現代詩文庫 58）土曜美術社出版販売、2009年1月、ISBN 978-4-8120-1713-5
- 『ローランサンの橋 門田照子エッセイ集』コールサック社、2012年6月、ISBN 978-4-86435-064-8
- 『ロスタイム 詩集』土曜美術社出版販売、2014年10月、ISBN 978-4-8120-2153-8 - 第四十五回福岡市文学賞受賞。
- 『無刻塔 方言詩集』竹林館、2018年11月、ISBN 978-4-86000-391-3
- 『団地広場 詩集』本多企画、2020年11月、ISBN 978-4-89445501-6
- 『門田照子全詩集 Kadota Teruko complete edition』土曜美術社出版販売、2022年3月10日、ISBN 978-4-8120-2659-5

監修
- 門田徳治 作・絵『てんとう虫のブンブ』門田照子 監修、清風堂書店出版部、2008年5月、ISBN 978-4-88313-503-5